# Kanjonkanastero
Kanjonkanastero (Asthenes pudibunda) är en fågel i familjen ugnfåglar inom ordningen tättingar.

## Utseende
Kanjonkanastero är en rätt enfärgad i fjäderdräkten. Den har mörkt brunaktig ovansida, med kastanjebruna vingar. Stjärten är också kastanjebrun, med mörkare centrala stjärtpennor.

## Utbredning och systematik
Kanjonkanastero delas in i två underarter:
- Asthenes pudibunda neglecta – förekommer i Anderna i västra Peru (Ancash)
- Asthenes pudibunda pudibunda – förekommer i polylepisområden i Peru (La Libertad till Tacna)

## Levnadssätt
Kanjonkanasteron hittas just i kanjoner men även på klippiga sluttningar med rätt täta buskage. Där är den ganska vanlig, men lokalt förekommande och lätt förbisedd. Den håller sig lågt i buskarna och kryper fram i vegetationen, men kan ses sjunga från en busktopp.

## Status och hot
Arten har ett stort utbredningsområde, men tros minska i antal, dock inte tillräckligt kraftigt för att den ska betraktas som hotad. Internationella naturvårdsunionen IUCN listar arten som livskraftig (LC).